# Gare de Fort Edward
La  gare de Fort Edward (ou Fort Edward-Glens Falls Station) est une gare ferroviaire des États-Unis située à Fort Edward dans l'État de New York; elle est desservie par deux lignes d'Amtrak.

## Histoire
Elle est construite en 1900 par la Delaware and Hudson Railway.

## Service des voyageurs

### Desserte
Elle est desservie par des liaisons longue-distance Amtrak :
- L'Adirondack: Montréal - New York
- L'Ethan Allen Express: Rutland - New York

Depuis le 9 janvier 2010, l'arrêt dans la gare de Fair Haven a été supprimé et a été remplacé par la gare de Castleton sur le service de l'Ethan Allen Express en direction de Rutland.